# Balintore
Balintore est un petit port situé dans la baie de Moray Firth dans l'Easter Ross (en) à 10,6 km de Tain en Écosse.

Situé entre les villages de Shandwick (en) et d'Hilton of Cadboll (en), il est l'un des trois villages de la partie nord de cette baie.

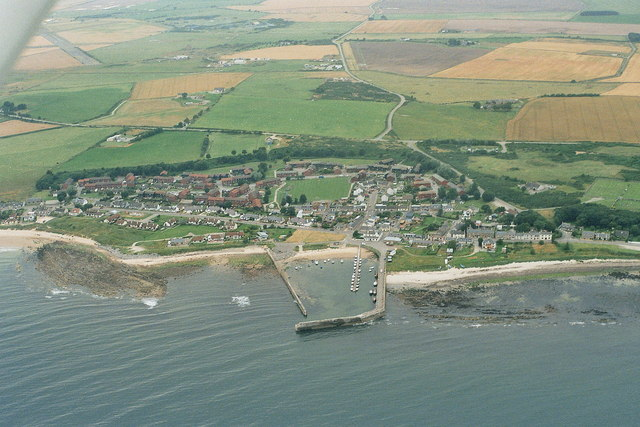
Vue aérienne du port de Balintore
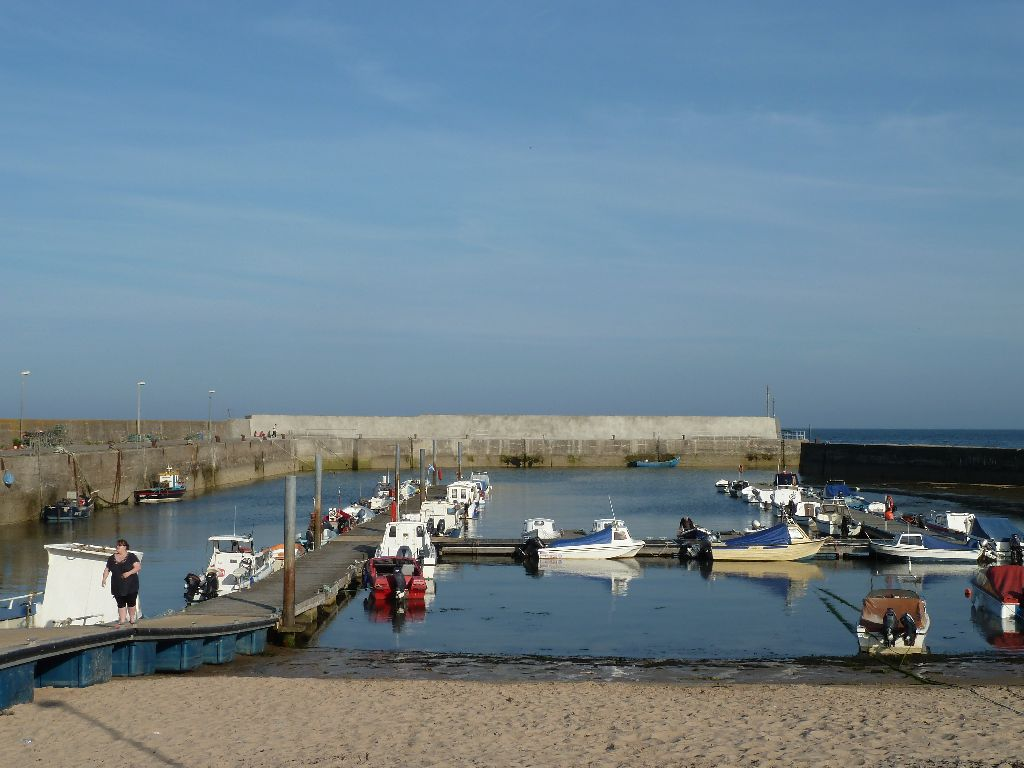
Le bassin (ou darse) du port de Balintore
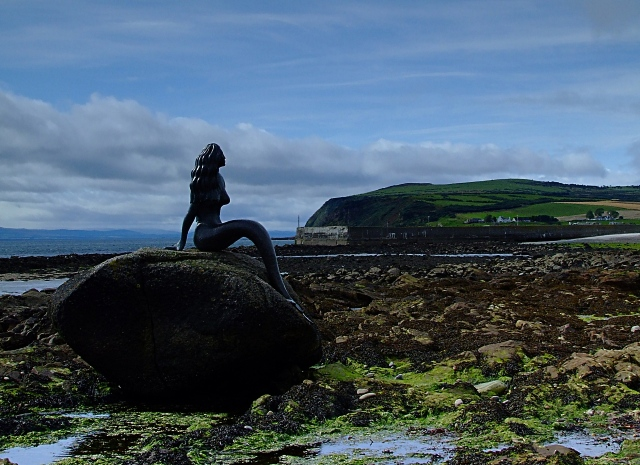
La Sirène du nord à Balintore
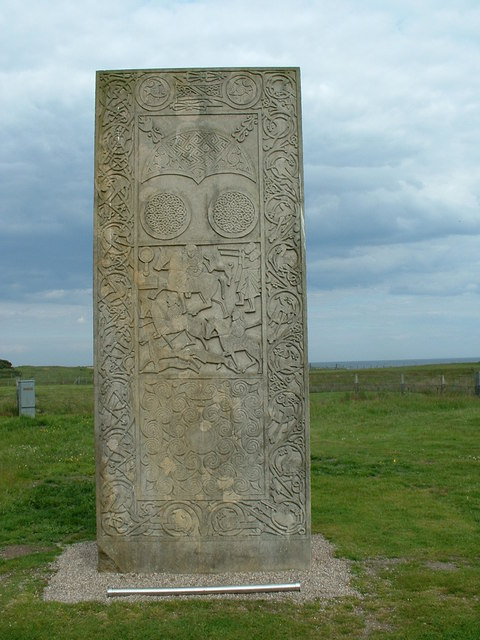
Détail de la pierre picte du Hilton de Cadboll
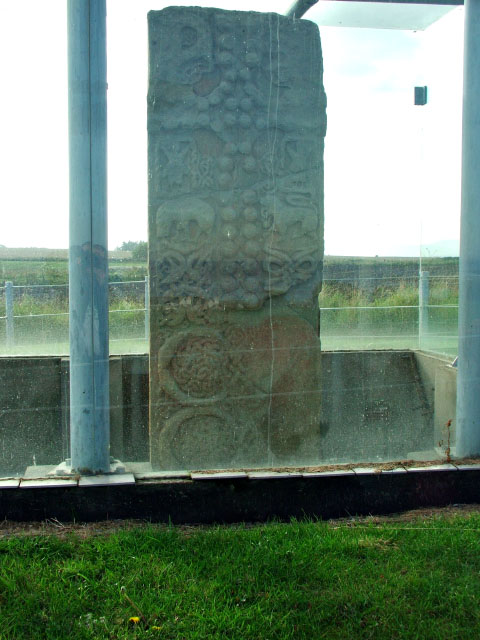
La pierre picte Clach a'Charridh
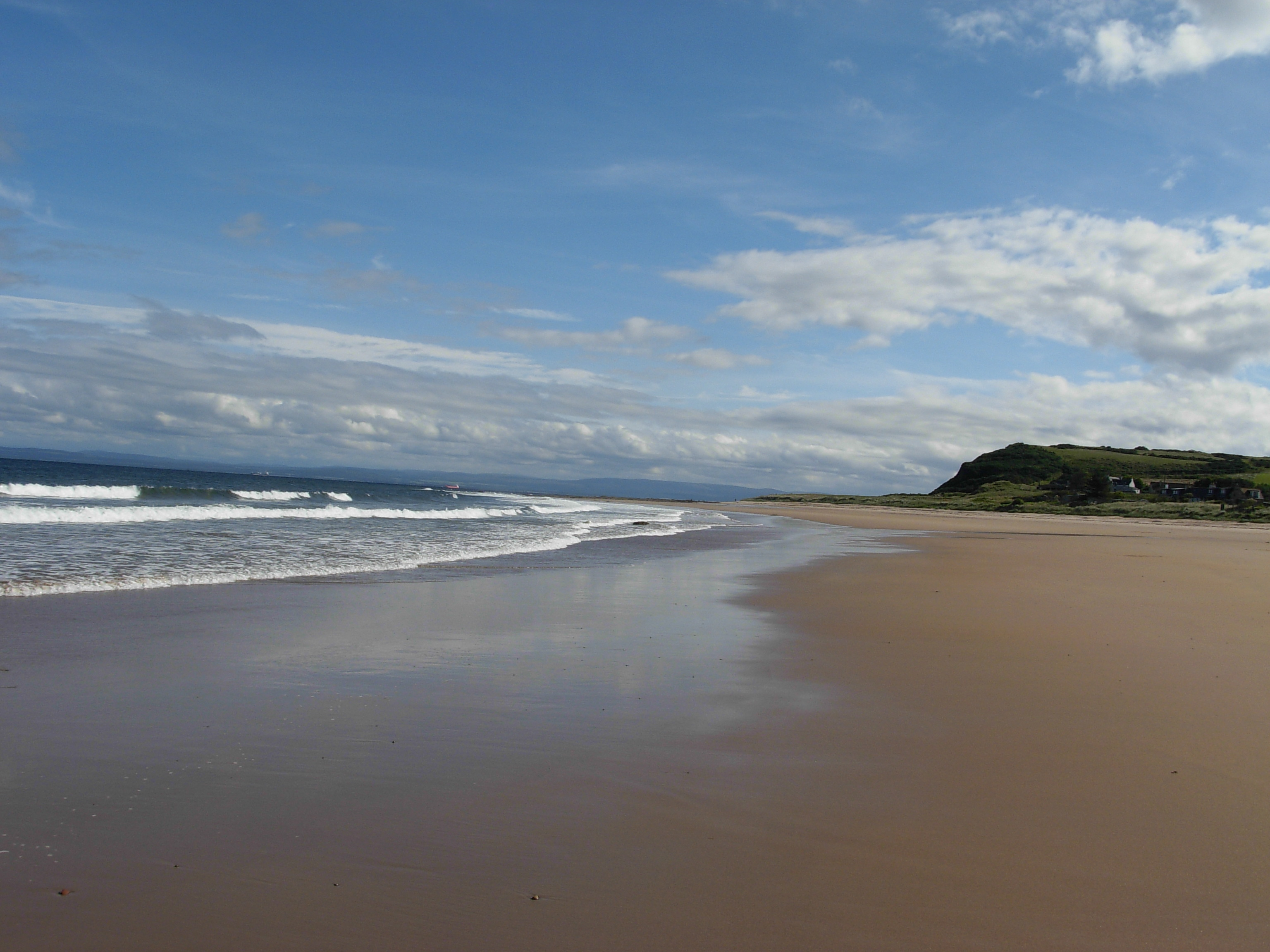
Plage entre Balintore et Shandwick

Ses habitants ont longtemps vécu de la pêche et avant la construction des deux digues de son port, en 1890, on hissait les bateaux de pêche sur la plage.

Pès de ce village se trouvent les Pierres pictes de Ross : Clach a' Charridh au sud près de Shandwick et la Pierre du Hilton de Cadboll au nord près de Hilton.

Ce gros village, presque une ville, d'environ 1120 habitants en 2023 possède tout ce qui est nécessaire pour la vie courante : magasin, pharmacie, école primaire, bureau de poste, caserne de pompiers, salon de coiffure, salle des fêtes, parc de jeux et terrain de tennis, office de tourisme, restaurants, hôtel et autres capacités d'hébergement, un terrain de camping où, tout près, à marée basse, apparaît une grande plage de sable fin entre Balintore et Shandwick. Quelques statues ornent son rivage, une sirène sur un rocher, un groupe de trois gros poissons et face à la mer une plaque dédiée à John Ross (en) une personnalité qui naquit non loin de là, célèbre pour avoir traduit la Bible en Coréen.
Pour satisfaire sa curiosité sur l'histoire et sur tous les aspects de la vie des trois villages, un livre lisible et traduisible en ligne fait le point jusqu'à une période récente Jusqu'à la mer. Un récit de la vie dans les villages de pêcheurs de Hilton, Balintore & Shandwick